# حوذان حريري
الحوذان الحريري (باللاتينية: Ranunculus sericeus) نوع نباتي يتبع جنس الحوذان من الفصيلة الحوذانية.

## الموئل والانتشار
موطنه الأصلي بلاد الشام.